# Euthalia rubellio
Euthalia rubellio är en fjärilsart som beskrevs av Hans Fruhstorfer 1898. Euthalia rubellio ingår i släktet Euthalia och familjen praktfjärilar. Inga underarter finns listade i Catalogue of Life.